# Jia Yi
Œuvres principales
Guò Qín Lùn (過秦論), Fu du hibou (鵩鳥賦) et À la mémoire de Qu Yuan (吊屈原賦)

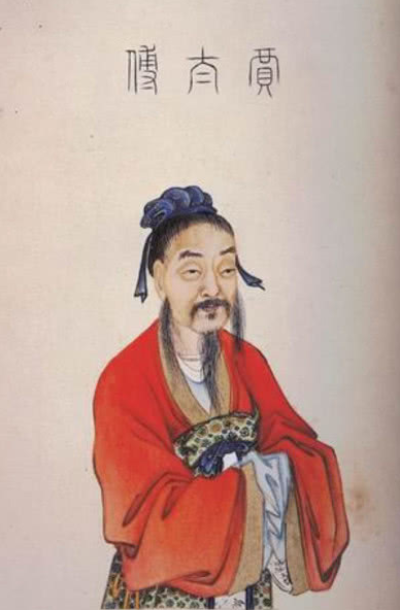

Jia Yi (né vers 200 et mort vers 169 av. J.-C.) est un écrivain, poète et homme politique chinois de la Dynastie Han, mieux connu pour être l'un des premiers écrivains connus de poèmes fu et pour son essai Guò Qín Lùn (過秦論), qui critique la dynastie Qin et décrit ses opinions sur les raisons de son effondrement.
En particulier, il est célèbre pour ses deux poèmes fu, Fu du hibou (鵩鳥賦) et À la mémoire de Qu Yuan (吊屈原賦). Il est également l'auteur du traité Xinshu (新書), contenant des idées politiques et éducatives.

## Biographie
La biographie de Jia Yi est contenue dans le volume 84 du Shiji. Jia Yi est né vers 200 av. J.-C. à Luoyang, bien que certaines sources suggèrent que sa naissance aurait pu avoir lieu un an plus tôt en 201 . Jeune, Jia devient célèbre dans son comté d'origine pour ses compétences littéraires et sa capacité à réciter les classiques chinois. Sa précocité attire l'attention du "Vénérable Wu" (Wu gong吳公), le gouverneur local et un éminent érudit légiste qui avait été un étudiant de Li Si. Wu amène Jia dans son état-major et le recommande ensuite à l'empereur Han Wendi en tant qu'érudit des Classiques. L'empereur Wen fait de Jia un "professeur" (bóshì博士) et le promeut un an plus tard Grand Maître du Palais (tàizhōng dàfū太中大夫), une position relativement élevée à la cour impériale.
Avec son nouveau poste, Jia commence à soumettre des propositions de réformes institutionnelles, comme d'exiger des seigneurs vassaux de résider réellement dans leurs fiefs et non dans la capitale. Il conseille à Wen d'apprendre à son héritier à utiliser la méthode administrative de Shen Buhai afin de pouvoir «superviser les fonctions des nombreux fonctionnaires et comprendre les usages du gouvernement».
Il s'oppose fréquemment à un groupe de fonctionnaires plus âgés qui avaient été les premiers partisans de Han Gaozu, le fondateur de la dynastie Han, et qui ont continué à occuper des postes importants sous l'empereur Wen . Cette ancienne faction, estimant probablement que Jia est une menace pour leurs propres positions, proteste lorsque l'empereur Wen envisage de promouvoir Jia à un poste ministériel, disant que Jia était trop jeune et arrongant.
L'empereur cède et cesse progressivement de demander l'avis de Jia. En 176 av. J.-C., il exile Jia au sud du Royaume Changsha, correspondant à peu près à la province du Hunan moderne, pour servir de grand tuteur à son jeune roi Wu Chan (吳產; 178 – 157) , .
L'empereur Wen met fin à l'exil de Jia vers 172 en le convoquant de nouveau dans la capitale impériale à Chang'an, en apparence afin de le consulter sur des questions de mysticisme taoïste. L'empereur le nomme au poste de Grand Tuteur (tàifù太傅) de Liu Yi, son fils le plus jeune et préféré, qui aurait été un bon élève et qui aimait lire. Liu Yi meurt finalement en 169 en raison des blessures subies lors d'une chute de cheval. Jia se blâme pour l'accident et meurt, frappé de chagrin, environ un an plus tard.

## Travaux
Jia est connu pour son célèbre essai Guò Qín Lùn (過 秦 論) dans lequel il raconte ses opinions sur la cause de l'effondrement de la dynastie Qin, et pour deux de ses poèmes fu : Fu du hibou (鵩鳥賦) et  À la mémoire de Qu Yuan (吊屈原賦).
Il écrit favorablement concernant les idées sociales et éthiques attribué à Confucius et souligne qu'une des causes de la défaillance de la dynastie Qin est qu'elle s'appuyait sur le légisme. Il est classé par d'autres savants de la dynastie des Han comme confucéen érudit (rujia).
Il est également connu pour son intérêt pour les fantômes, les esprits et d'autres aspects de l'au-delà. Ainsi, son fu pour Qu Yuan est écrit comme offrande sacrificielle pour celui-ci, qui s'était noyé un siècle plus tôt après avoir été politiquement exilé.
Les actions de Jia Yi inspirent les futurs poètes exilés à un genre littéraire mineur d'écriture similaire, puis à jeter leurs vers nouvellement composés dans la rivière Xiang, ou dans d'autres eaux, alors qu'ils les traversent sur le chemin de leurs lieux d'exil.